# Moreno (Buenos Aires)
Moreno je město nacházející se v provincii Buenos Aires v Argentině. Leží v severní části provincie Buenos Aires a východní části země. Je předměstím hlavního města Argentiny Buenos Aires a tvoří tak součást tzv. Metropolitní oblasti Buenos Aires (Gran Buenos Aires). Při sčítání lidu v roce 2010 mělo město 452 505 obyvatel. Počátky města sahají do roku 1860, kdy zde byla otevřena železniční stanice. K formálnímu založení města došlo v roce 1864, kdy byly stanoveny hranice města. Je pojmenované po argentinském politikovi a novináři Marianu Morenoovi.